# Ficus nervosa
Ficus nervosa är en mullbärsväxtart. Ficus nervosa ingår i släktet fikonsläktet, och familjen mullbärsväxter.

## Underarter
Arten delas in i följande underarter:
- F. n. minor
- F. n. nervosa
- F. n. pubinervis

## Bildgalleri

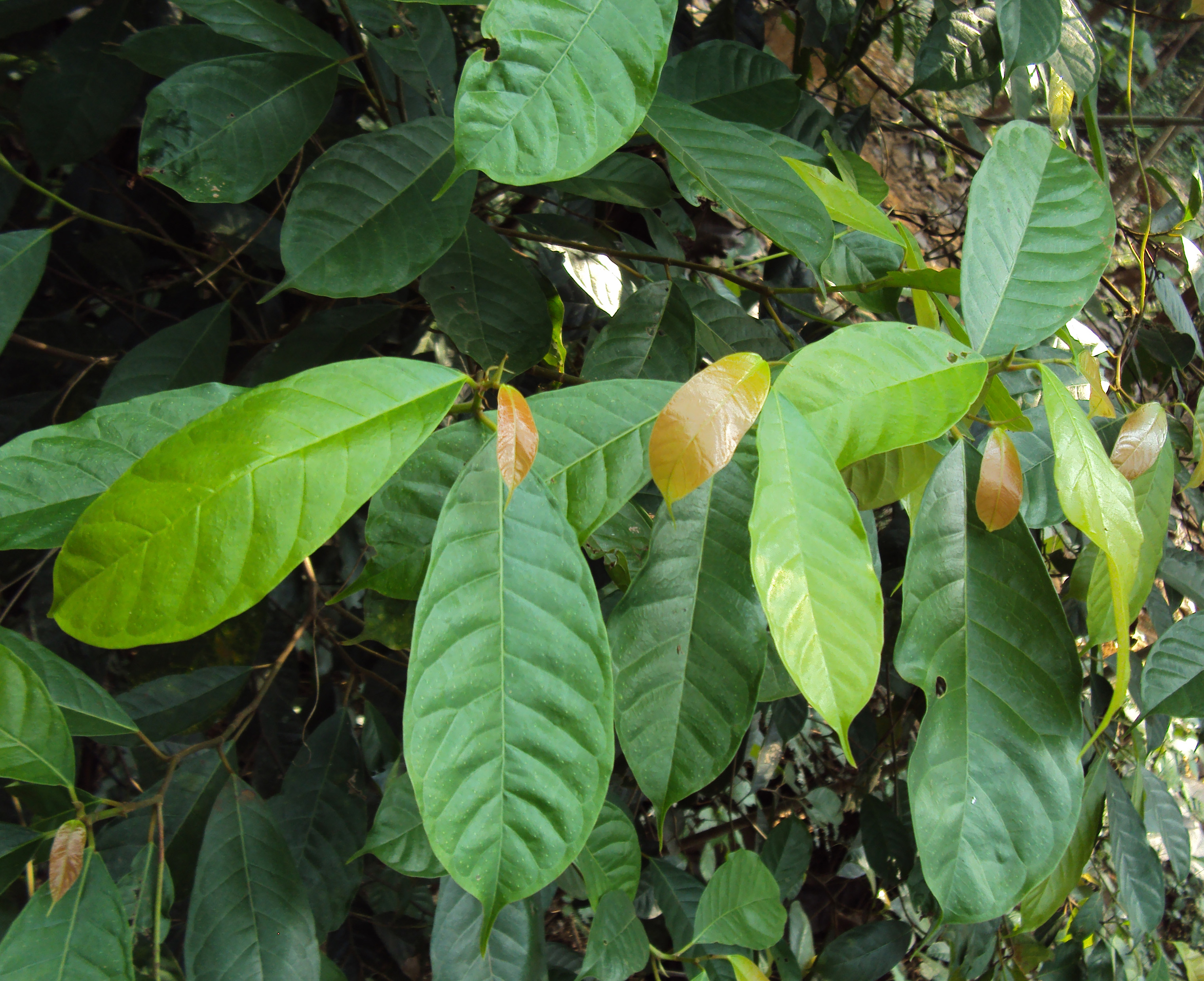
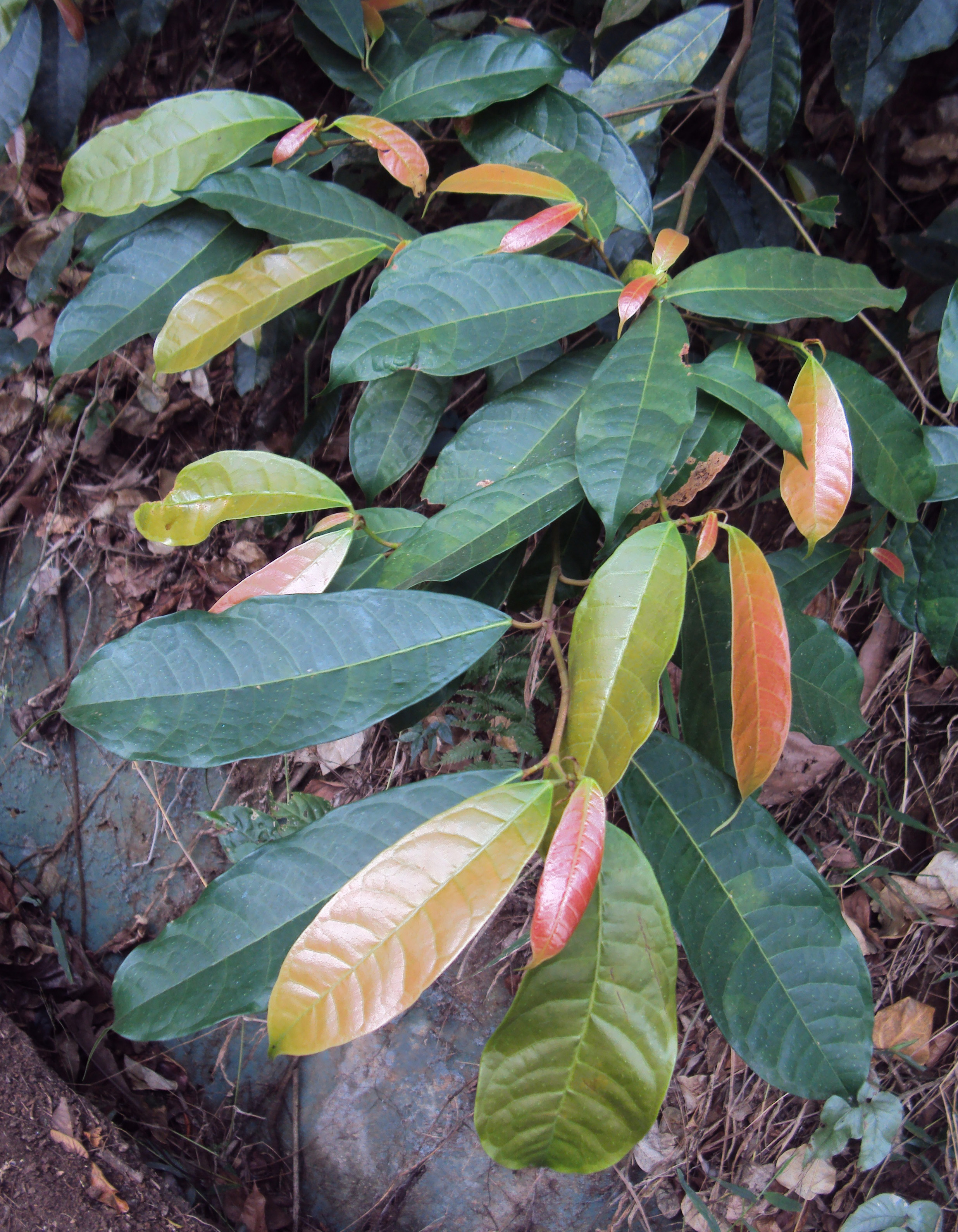
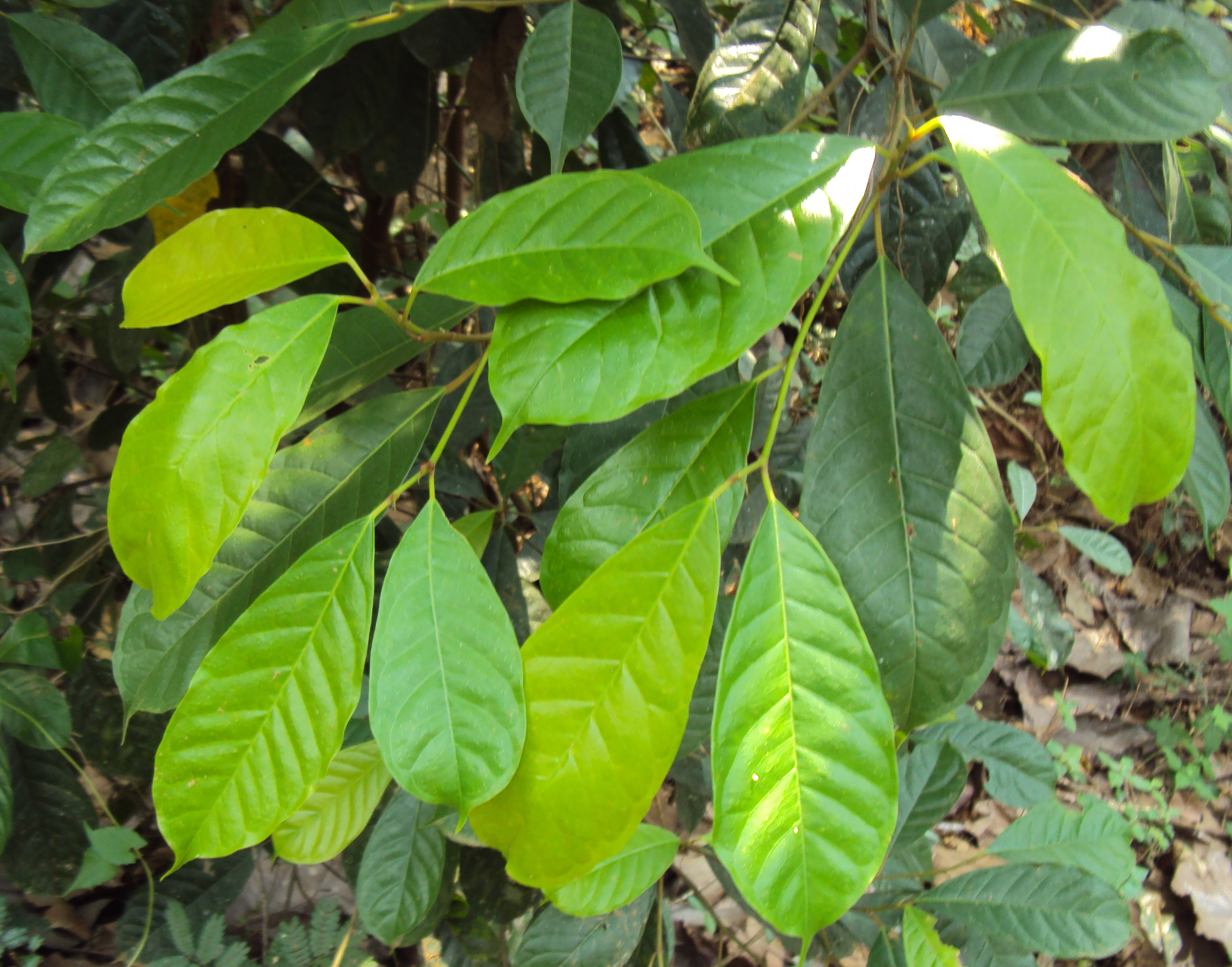
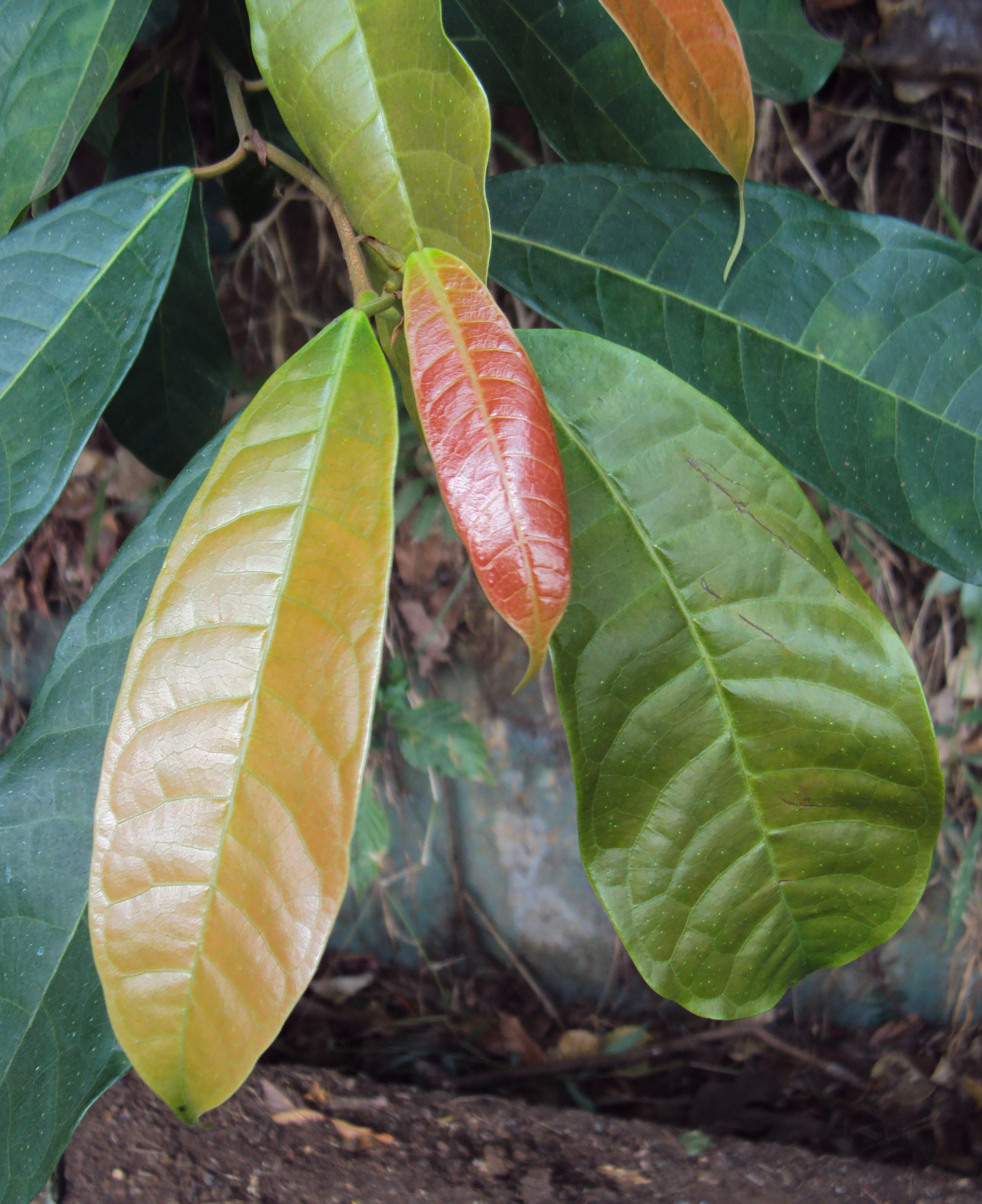
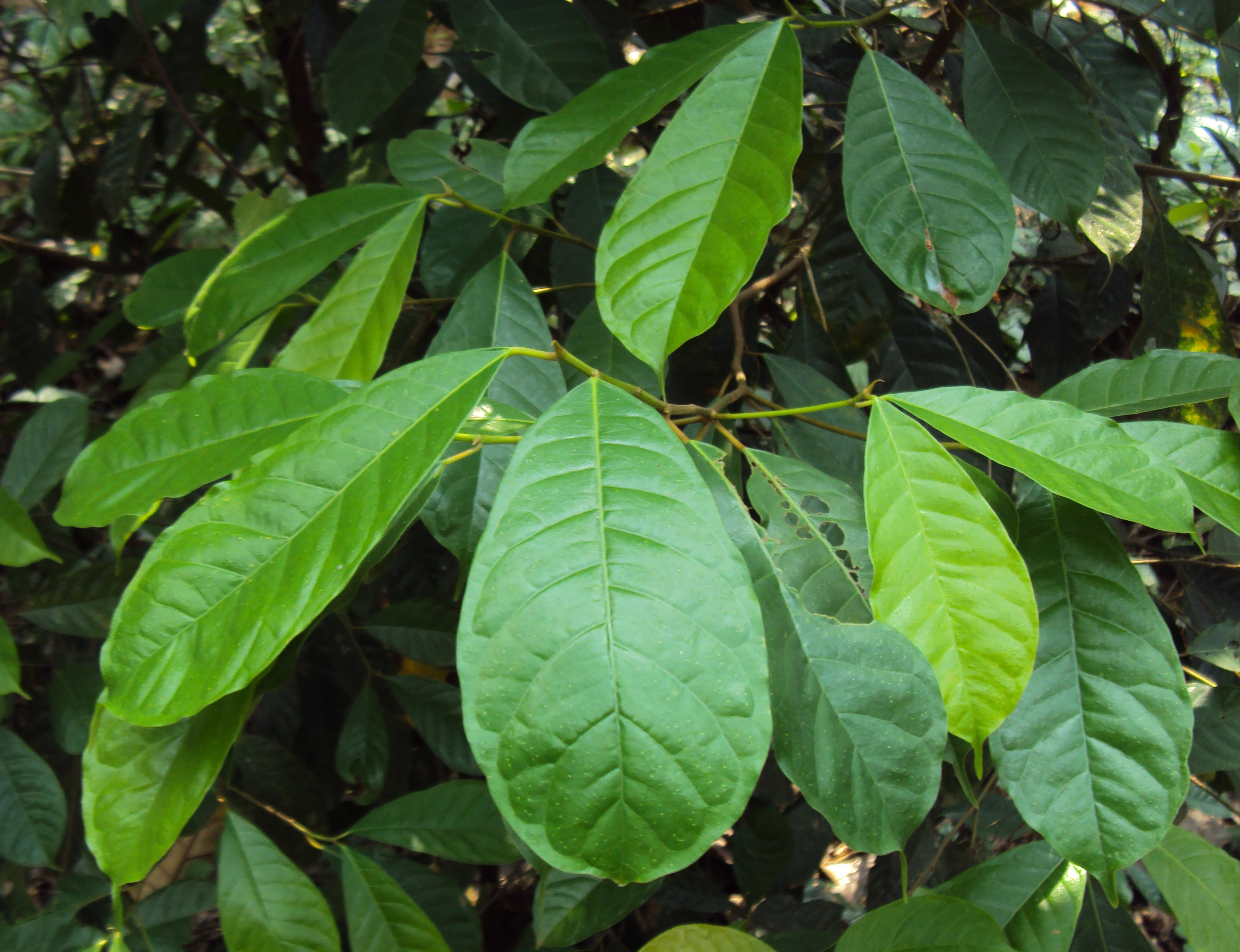
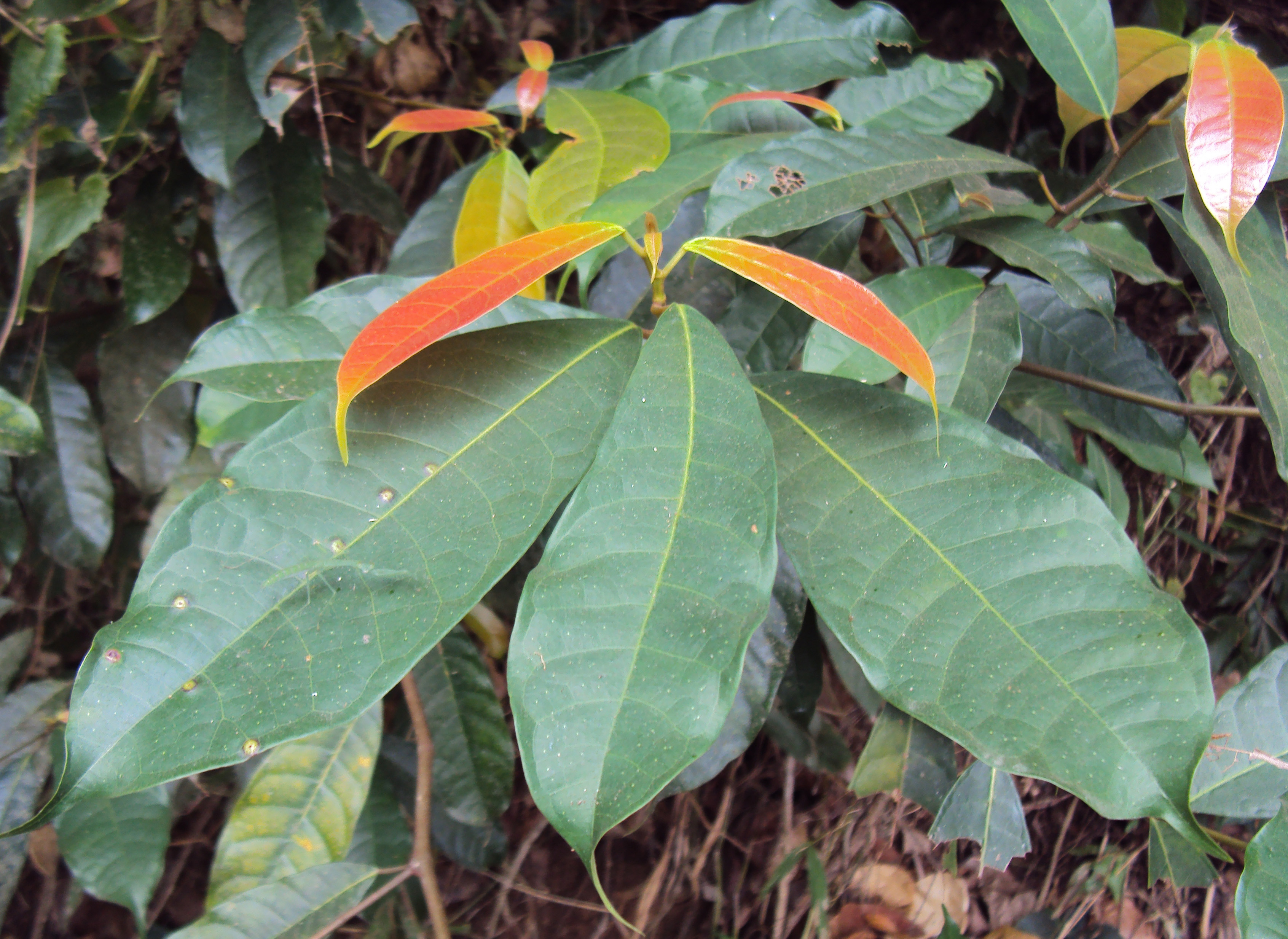